# Regula lui Zaițev
Regula lui Zaițev denumită astfel după chimistul rus Alexander Mihailovici Zaițev, face referire la alchene și anume la o reacție de eliminare, alchena care se formează în procentul cel mai mare este cea mai stabilă. 
Regula lui Zaițev :
La eliminarea de HX din derivați monohalogenați pentru care există 2 posibilități de îndepărtare a hidrogenului, acesta se va îndepărta de la atomul de carbon vecin β cel mai sărac în hidrogen.

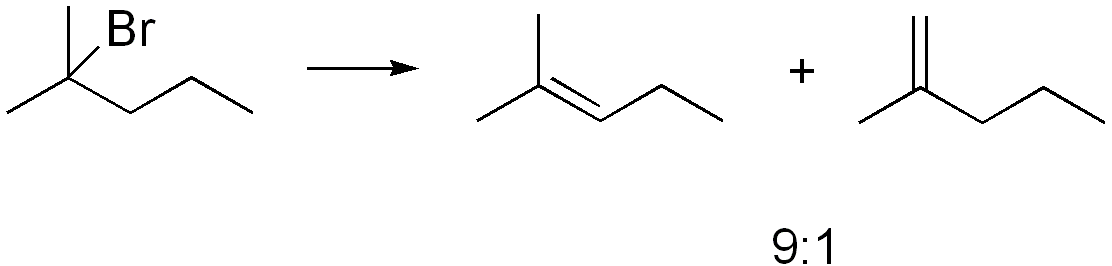
Debromurarea 2bromo-2 metil pentanului în prezenţa DBU duce la formarea de compuși conform regulii lui Zaițev.

Regula lui Zaițev se aplică doar alchenelor monohalogenate. Prezența altor substituenți modifică substanțial stereoselectivitatea și cinetica reacției.